# Prefettura di polizia (Parigi)
La Prefettura di polizia di Parigi (in francese: Préfecture de police de Paris) è l'organizzazione responsabile di tutto il sistema di polizia e sicurezza a Parigi e nei tre dipartimenti circostanti della Petite Couronne. Inoltre, il coordinamento delle questioni di sicurezza in tutta l'Île de France è un compito di questa organizzazione.

## Storia
L'attuale prefettura di polizia di Parigi è il successore della Luogotenenza generale di polizia, un'organizzazione di polizia fondata da Luigi XIV il 15 marzo 1667, che a sua volta era una continuazione del Guet royal, una guardia cittadina fondata da Luigi IX nel 1254. La luogotenenza generale di polizia fu abolita dopo la Rivoluzione francese del 1789, ma c'era ancora bisogno di un'organizzazione di polizia per Parigi e l'area circostante. Napoleone Bonaparte istituì con la legge 28 pluviôse VIII (17 febbraio 1800) la magistratura della prefettura di polizia di Parigi e ne affidò l'autorità al governo nazionale, e non al comune di Parigi. Durante le varie rivoluzioni in Francia nel XIX secolo, furono fatti falliti tentativi di abolire l'istituto o di sostituirlo con una polizia locale. La prefettura di polizia ha mantenuto l'autorità sul dipartimento della Senna fino al suo scioglimento nel 1968. Successivamente si è verificata la situazione attuale in cui la prefettura di polizia ha esercitato l'autorità su Parigi e sui tre dipartimenti della Petite Couronne. La sede si trova dal 1871 in un edificio completato nel 1867 in Place Louis Lépine sull'Île de la Cité, originariamente destinato a caserma della Guardia repubblicana, ma che fu rilevato dopo la Comune. Durante la seconda guerra mondiale, la prefettura di polizia era sotto l'autorità di René Bousquet, e ha partecipato alla persecuzione degli ebrei, ad esempio con il raid del Vélodrome d'Hiver effettuato da agenti della prefettura di polizia.

## Compiti
La prefettura svolge i seguenti compiti:
- Garantire la sicurezza a Parigi, se necessario in collaborazione con le forze armate;
- Coordinamento con i vigili del fuoco;
- Rilascio di carte d'identità, permessi di soggiorno, permessi di lavoro e patenti di guida;
- Immatricolazione dei veicoli e sorveglianza del traffico, compreso il traino di veicoli parcheggiati in modo errato;
- Registrazione di associazioni;
- Tutela ambientale;
- Determinare le date in cui i negozi possono tenere una vendita (in Francia queste sono soggette a norme legali);
- E, fino al 2014, regolamentare le ferie dei fornai di Parigi (per garantire che non tutti i fornai andassero in ferie contemporaneamente).